# Adolf Abel
Adolf Wilhelm Abel (Gerdt, 18 de outubro de 1914 — Gura Galbenei, 26 de agosto de 1944). Foi condecorado com a Cruz de Ferro em 23 de setembro de 1943.

## História
Adolf Abel entrou para o exército em 15 de junho de 1934 na 5ª Companhia do Regimento de Infantaria 2, sendo promovido para cabo no dia 1 de Outubro de 1934, estando então na 6ª Companhia do Regimento. Em 1 de Dezembro ele foi para a 12ª Companhia versetzt. Em 14 de janeiro de 1934, ele estava na Escola de guerra em Dresden, ele retorna em 1 de julho de 1935, entretanto rebatizado de Regimento de Infantaria Olsztyn 2. O regimento recebe o seu antigo nome de volta em 25 de outubro de 1935.
Em 25 de outubro de 1935 foi transportado para Oberfähnrich, em 13 de fevereiro de 1936 ele estava em no regimento de Infantaria 23 sendo promovido à tenente em abril de 1936. Nos meses de fevereiro e março de 1938 ele participou de um curso para pelotão antitanque e em agosto de 1939 é nomeado como tenente na Infanterie-Panzerabwehr-Ersatz-Kompanie 206.
No dia 1 de Setembro de 1939 ele foi nomeado líder da 14ª Companhia de Regimentos de Infantaria 23. Dois meses mais tarde, ele assumiu a 14ª Companhia do Regimento de Infantaria 206 e em 28 de dezembro de 1939 a 14ª Companhia do Regimento de Infantaria 364 da 161ª Divisão de Infantaria.
Após as campanhas na Polônia e na França, ele participou da Campanha na Rússia em junho de 1941 sendo ferido em 13 de agosto de 1941. Voltou para a frente e em 5 de novembro de 1941 foi ferido novamente. Em 7 de novembro de 1941 ele foi para o Regimento de Infantaria 371. Em 18 de janeiro de 1942 é promovido a capitão, tomando posse em 23 de janeiro de 1942, a liderança do Primeiro Batalhão. A partir de 7 de março de 1942, ele comandou o III. Batalhão. Durante os violentos combates de defesa em torno de Kharkov Abel se distinguiu dos demais soldados. Em 2 de setembro de 1943 ele foi ferido pela sexta vez. Por isto ele foi, em 23 de setembro de 1943, condecorado com a Cruz de Cavaleiro da Cruz de Ferro.
Em 13 de dezembro de 1942, ele foi condecorado com a Cruz Germânica em Ouro sendo posteriormente promovido a major em 11 de dezembro de 1943, assumindo a sua nova unidade a partir de 2 de setembro de 1943 com a liderança do Grenadier Regiment 364. Ele estava então na reserva orçamental é colocado na liderança do Grenadier Regiment 571 em 29 de fevereiro de 1944, porém, a 302ª Divisão de Infantaria chegou e o regimento foi dissolvido. Abel era, portanto, o líder do 570º Regimento de Granadeiros. Em 20 de junho de 1944 é promovido a tenente-coronel. Ele era comandante do regimento. Está desaparecido desde 26 de agosto de 1944.

## Patentes
| Fahnenjunker   | 15 de junho de 1934     |
| Gefreiten      | 1 de outubro de 1934    |
| Fähnrich       | 1 de junho de 1935      |
| Oberfähnrich   | 25 de outubro de 1935   |
| Leutnant       | 20 de abril de 1936     |
| Oberleutnant   | 26 de agosto de 1939    |
| Hauptmann      | 18 de janeiro de 1942   |
| Major          | 15 de fevereiro de 1943 |
| Oberstleutnant | 20 de junho de 1944     |

## Condecorações
| Cruz de Ferro (1939) 2ª Classe        | 25 de junho de 1940    |
| Cruz de Ferro (1939) 1ª Classe        | 27 de outubro de 1940  |
| Distintivo de Feridos (1939) em Preto | 13 de agosto de 1941   |
| Distintivo de Feridos (1939) em Prata | 20 de novembro de 1942 |
| Distintivo da infantaria de assalto   | 30 de setembro de 1941 |
| Medalha da Frente Oriental            | 15 de abril de 1942    |
| Cruz Germânica em Ouro                | 13 de dezembro de 1942 |
| Cruz de Cavaleiro da Cruz de Ferro    | 23 de setembro de 1943 |